# Jim Browning
Jim Browning – anonimowa brytyjska osobowość internetowa, twórca kanału w serwisie YouTube. W zamieszczanych wideoklipach ujawnia oszustwa komputerowe i internetowe. Uprawia tzw. scambaiting. Pochodzi z Irlandii Północnej.

## Scambaiting
Browning zajmuje się wyłapywaniem przekrętów internetowych i prowadzi nieformalne analizy śledcze, w ramach których, działając pod pseudonimem, infiltruje sieci komputerowe należące do dostawców fałszywej pomocy technicznej oraz oszustów podszywających się pod agentów amerykańskiego urzędu podatkowego – Internal Revenue Service. Pozyskuje m.in. nagrania z kamer monitoringu i szczegóły działalności firm prowadzących oszustwa komputerowe. Działalność Browninga opiera się na wykorzystaniu funkcjonalności aplikacji do zdalnego dostępu, a także bliżej nieokreślonych technik hakerskich. Ponieważ infiltruje sieci potencjalnie groźnych cyberprzestępców, a w działalności stosuje m.in. nielegalne taktyki, pozostaje anonimowy.
Materiały wideo demaskujące oszustwa internetowe publikuje na swoim kanale w serwisie YouTube, który w maju 2020 liczył blisko milion subskrypcji. We wrześniu tegoż roku twórca miał ponad dwa miliony subskrybentów.
Działalność youtubera doprowadziła już do aresztowania zagranicznych oszustów (zwłaszcza indyjskich). Brytyjskie media donosiły o jego pracy, a w marcu 2020 telewizja BBC poświęciła tej problematyce odcinek programu Panorama. Browning, we współpracy z dziennikarką Rajini Vaidyanathan, opracował obszerny raport na temat sposobu funkcjonowania jednego z call center w Nowym Delhi (Spying on the Scammers, BBC). W 2021 roku „The New York Times” przeprowadził wywiad z Browningiem.

## Usunięcie kanału
26 lipca 2021 r. sam Browning padł ofiarą oszustów internetowych, którzy przedstawili się jako pracownicy działu pomocy technicznej YouTube’a i nakłonili go do skasowania kanału w tym serwisie.